# Бен Ладен (родина)

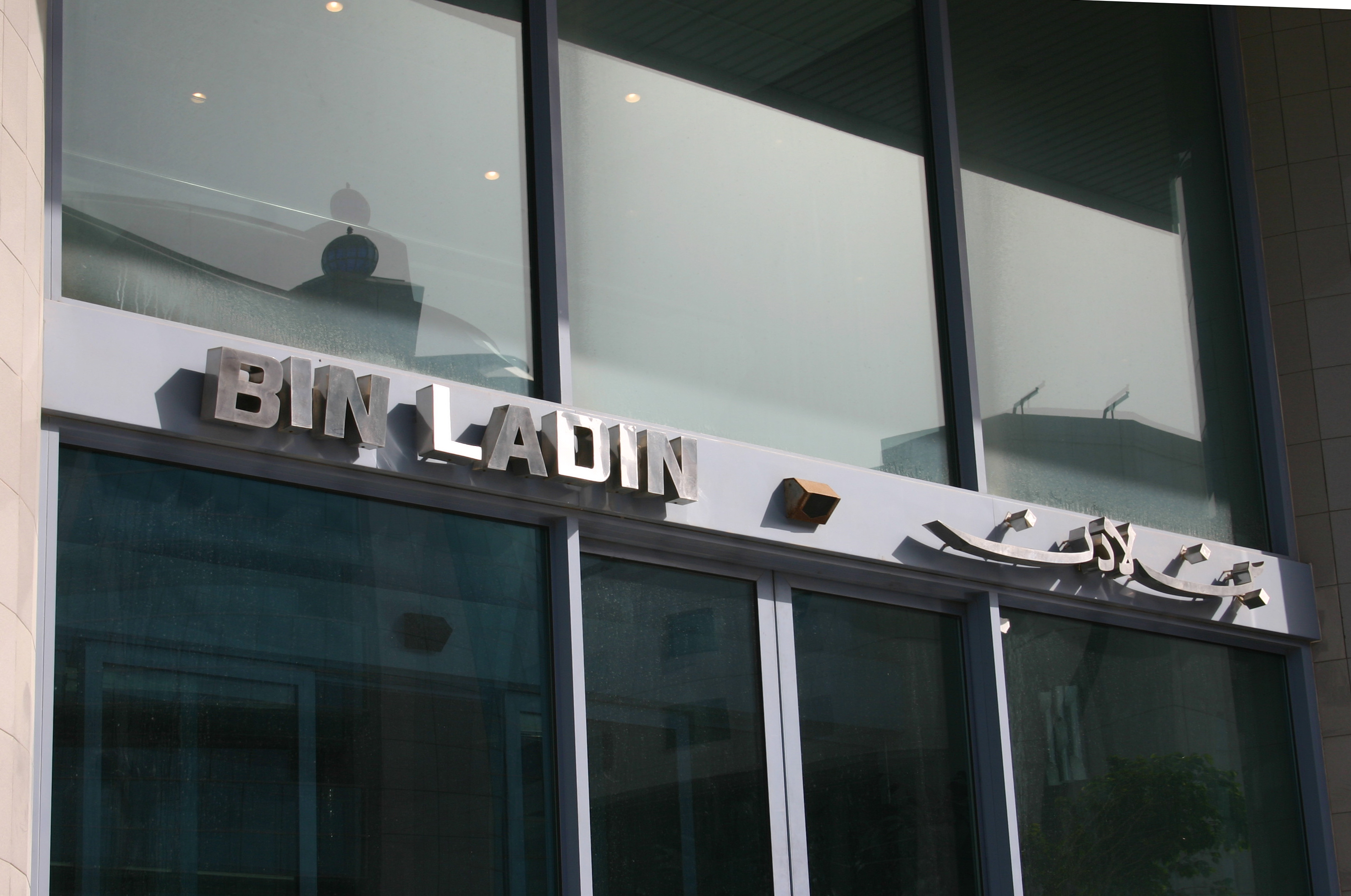
Офісна будівля сім'ї бен Ладен в Саудівській Аравії

Сім'я бен Ладен (араб. بن لادن) — багата сім'я, тісно пов'язана з найвпливовішими колами Саудівської королівської сім'ї. Клан опинився в центрі уваги засобів масової інформації всього світу через діяльність одного з її членів Усами бен Ладена. Фінансові інтереси сім'ї бен Ладен представляє компанія Saudi Binladin Group, глобальний конгломерат з управління нафтою і акціонерним капіталом, щорічно приносить 2 мільярди доларів, і найбільша будівельна фірма в світі з офісами в Лондоні, Дубаї і Женеві.

## Початок
Сім'я веде своє походження від Авада бен Ладена з села Ер-Рубат, розташованого в Ваді-Доані в долині Тарім, в єменській мухафазі Хадрамаут. Його син Мухаммед ібн Авад бен Ладен емігрував до Саудівської Аравії перед початком Першої світової війни. У 1930 році він заснував будівельну компанію і привернув до себе увагу короля Сауд ібн Абдул-Азіза своїми проектами, пізніше отримавши контракти на капітальні реновації в Мецці, де Мухаммед ібн Авад бен Ладен зробив свій первісний статок на виняткових правах на будівництво всіх мечетей та інших релігійних будівель не тільки в Саудівській Аравії, але і там де був сильний вплив Ібн Сауда. Аж до своєї смерті Мухаммед бен Ладен володів винятковим правом на реставрацію мечеті Ель-Акса в Єрусалимі. Незабаром корпорація бен Ладена поширилася далеко за межі будівельного бізнесу.
Особлива близькість Мухаммеда до Саудівської монархії була успадкована наступним поколінням сім'ї бен Ладен. Його сини вчилися в коледжі Вікторії в єгипетській Олександрії.
Коли в 1967 році Мухаммед бен Ладен помер, кермо влади справами сім'ї взяв на себе його син Салем бен Ладен. Він був одним з 54 дітей засновника династії від його численних дружин.

## Члени сім'ї
Згідно з американськими та європейськими джерелами сім'я бен Ладен може налічувати до 600 осіб. У 1994 році клан відмовився від Усами бен Ладена, а уряд Саудівської Аравії анулював його паспорт і позбавив громадянства за публічні виступи проти влади країни щодо їх дозволу американським військам базуватися в Саудівській Аравії в рамках підготовки до війні 1991 року в Перській затоці.
Сім'я бен Ладен підрозділяється на «групи» в залежності від походження дружин засновника династії: найсильніші та найчисельніші «саудівська», «сирійська», «ліванська» і «єгипетська» групи. Остання є найбільшим приватним іноземним інвестором Єгипту, у якій працює близько 40 000 чоловік. Усама бен Ладен — єдиний син одинадцятої дружини Мухаммеда бен Ладена, Хамід аль-аттас, що походить з Сирії, що робить Усаму членом «сирійської групи».